# Радиотелецентр РТРС в Республике Карелия
Радиотелевизионный передающий центр Республики Карелия (филиал РТРС «РТПЦ Республики Карелия») — подразделение Российской телевизионной и радиовещательной сети (РТРС), основной оператор цифрового эфирного и аналогового эфирного теле- и радиовещания Республики Карелия, исполнитель мероприятий по строительству цифровой эфирной телесети в республике в соответствии с федеральной целевой программой «Развитие телерадиовещания в Российской Федерации на 2009–2018 годы».
Радиотелецентр обеспечивает цифровым эфирным сигналом 20 телеканалов  и трех радиостанции 97,62% жителей Республики Карелия. Благодаря предприятию телезрителям также доступны теле- и радиопрограммы ГТРК «Карелия» в эфире телеканалов «Россия 1» и «Россия 24» и «Сампо ТВ 360°» в эфире ОТР. До перехода на цифровое эфирное ТВ жители районов республики могли принимать от одного до четырёх аналоговых телеканалов.
Сотрудники Карельского радиотелецентра РТРС первыми в России начали готовить волонтёров для помощи телезрителям в подключении цифрового приёмного оборудования в преддверии отключения аналогового телевидения в 2019 году. Идею привлечь волонтеров  при переходе на цифровой телеформат предложил глава Республики Карелия Артур Парфенчиков на встрече с заместителем министра цифрового развития, связи и массовых коммуникаций России Алексеем Волиным. Впоследствии эту идею масштабировали на всю страну.

## История
Строительство телецентра в Петрозаводске велось с 1956 по 1959 годы. Бригады из разных уголков СССР работали на стройке: возводили 180-метровую башню, монтировали 12-метровую антенну, устанавливали оборудование, строили комплекс зданий телецентра и жилые дома для работников.
1 апреля 1959 года Петрозаводский телецентр ввели в эксплуатацию. 30 апреля 1959 года в Петрозаводске вышла в эфир первая студийная телепередача. В то время в городе насчитывалось 20 телевизоров. С 20 мая 1959 года телецентр начал ежедневную трансляцию программ с 11:00 до 17:00.
В 1961 году в Петрозаводске началась эксплуатация двухпрограммных УКВ-ЧМ-передатчиков. С 20 апреля 1965 года стартовала экспериментальная трансляция программ Центрального телевидения.
13 февраля 1969 года Петрозаводский телецентр был реорганизован в Карельскую радиотелевизионную передающую станцию (КРПС). В 1969 году КРПС была переименована в Республиканскую радиотелевизионную передающую станцию (РРПС), 13 сентября 1973 года — в Республиканский радиотелевизионный передающий центр (РРТПЦ).
В январе 1975 года в республике начались регулярные трансляции телепередач в цвете.
1 июля 1993 года РРТПЦ переименовали в Карельский республиканский радиотелевизионный передающий центр (КРРТПЦ). В 1998 году он был реорганизован в филиал ВГТРК «Радиотелевизионный передающий центр Республики Карелия».
13 августа 2001 года по Указу Президента России была создана Российская телевизионная и радиовещательная сеть (РТРС). Она объединила все радиотелецентры страны. 1 января 2002 года филиал «РТПЦ Республики Карелия» официально включён в состав РТРС. В 2003 году к нему был присоединен филиал РТРС «Петрозаводский радиоцентр».
В последующие годы Карельский радиотелецентр РТРС модернизировал существующее оборудование.

## Деятельность

### Цифровая сеть
В 2010 году филиал РТРС начал создание цифровой эфирной телесети в Республике Карелия по утвержденной федеральной целевой программе «Развитие телерадиовещания в Российской Федерации на 2009–2018 годы».
27 июня 2012 года началась тестовая трансляция первого мультиплекса в Петрозаводске. Затем первый мультиплекс пришел в населенные пункты: Пиндуши, Сортавалу, Надвоицы, Найстенъярви, Муезерский, Питкяранту, Вяртсиля, Кривой Порог, Погранкондуши, Рускеалу, Элисенваару. Открылся центр консультационной поддержки телезрителей по переходу на цифровое эфирное телевидение.
В 2013 году филиал РТРС начал создание 35 новых передающих станций цифровой телесети региона.
Строительство сети первого мультиплекса завершилось в 2017 году. В июне 2017 года на каналах «Россия 1», «Россия 24» и «Радио России» в составе первого мультиплекса началась трансляция региональных программ ГТРК «Карелия».
В 2018 году в республике Карелия был полностью запущен в эфир второй мультиплекс.
В 2018 году началась информационно-разъяснительная кампания для телезрителей по переходу на цифровое эфирное телевидение.
В ноябре-декабре 2018 года Карельский радиотелецентр РТРС начал трансляцию второго мультиплекса в районах республики.
В Карельском радиотелецентре РТРС прошли подготовку волонтеры, которые позже помогали пожилым телезрителям в подключении приемного оборудования при переходе на цифровое ТВ.
14 октября 2019 года аналоговая трансляция федеральных телеканалов в Республике Карелия была отключена.
Изначально отключение аналогового ТВ в Республике Карелия намечалось на 3 июня 2019 года. Позже стало известно о переносе даты в ряде регионов, в том числе в Карелии, на 14 октября 2019 года. Республика вошла в четвертый этап отключения согласно редакции плана, утвержденной решением Правительственной комиссии по развитию телерадиовещания от 29 ноября 2018 года.
29 ноября 2019 года началась трансляция региональных программ телеканала «Сампо ТВ 360» в эфире канала «Общественное телевидение России» (ОТР).

### Аналоговая сеть
В 2012 году Карельский радиотелецентр РТРС начал расширять республиканскую радиовещательную сеть ВГТРК и переводить ее в FM-диапазон. Это был совместный проект двух предприятий.
В январе 2014 года филиал начал FM-трансляцию «Радио России» в Петрозаводске на частоте 102,2 МГц. В марте 2015 года филиал начал транслировать «Маяк» на частоте 107,9 МГц.
В 2017 году филиал начал трансляцию «Радио России» в FM-диапазоне в районах Карелии: Сортавале, Пиндушах, Муезерском, Найстенъярви, Надвоицах, Лоухи. В 2019 году радиостанция пришла в Костомукшу и Сосновец.
В октябре 2020 года филиал начал трансляцию радио «Вести FM» в Петрозаводске на частоте 98 МГц.

## Организация вещания
РТРС транслирует в Республике Карелия:
- 20 телеканалов и три радиостанции в цифровом формате;
- два телеканала и 18 радиостанций в аналоговом формате.

Инфраструктура эфирного телевидения филиала РТРС в Республике Карелия включает:
- республиканский радиотелецентр;
- семь производственных подразделений;
- центр формирования мультиплексов;
- 50 передающих станций;
- 52 антенно-мачтовых сооружения (АМС);
- 143 приемные земные спутниковые станции[84].